# Pinguicula vallisneriifolia
Pinguicula vallisneriifolia (grasilla) es una especie de planta carnívora perteneciente a la familia Lentibulariaceae, es endémica de las Sierras de Cazorla, Segura y las Villas, España.

## Descripción
Es una hierba perenne,  con aparato radical exiguo, que hiberna bajo la forma de yema, con estolones. Hojas suberectas o erectas, sésiles, de márgenes ± revolutos y undulados, con el nervio central muy prominente por el envés; hojas de primavera –en la antesis– 2,5-7 x 1-2(2,5) cm, elípticas u oblongo-obovadas; hojas de verano –en la fructificación– 6-15, mucho más largas, (5)10-25 x (0,5)0,7-2,5 cm, lineares u oblongo-lineares, de márgenes undulados, subpecioladas, agudas o subagudas. Escapos 1-8(10), (5)7-15(17) cm, glandulosos. Cáliz glanduloso; lóbulos del labio superior 3-5 mm, ovado-oblongos u ovados, obtusos o subagudos; labio inferior hendido hasta 1/2-1/3 de su longitud. Corola (14)15-22 mm, de color violeta pálido o rosado, raras veces casi blanca, con venas violetas en el tubo; labio superior algo más obscuro, con lóbulos obovados o anchamente oblongos, obtusos; labio inferior más largo, con lóbulos de 6-13 mm, más largos que anchos, oblongo-obovados, que se recubren lateralmente, obtusos, coloreados solo cerca del ápice; garganta blanca; tubo muy corto, anchamente infundibuliforme, esparcidamente glanduloso por el exterior; espolón (9)11-18 mm, cilíndrico-subulado, recto o algo curvado. Cápsula de 3-5 mm, ovoide; semillas 0,7-0,9 mm, claviformes, reticuladas.  Tiene un número de cromosoma de: 2n = 32.
Atrapa los insectos mediante sus hojas pegajosas, consiguiendo de esta manera nutrientes en un medio en el que éstos no abundan; sus flores son de color azul muy pálido y florecen habitualmente en mayo o principios de junio.

## Distribución y hábitat
Se encuentra en roquedos y travertinos calcáreos rezumantes,  también al pie de éstos, covachas, a menudo en lugares umbrosos, en substrato calizo; a una altitud de 600-1700 metros. Se distribuye principalmente en las sierras de Cazorla y Segura (Jaén); se conoce una localidad inmediata en la provincia de Albacete (río Tus) y otra disyunta en la sierra de Cázulas (Granada).

## Taxonomía
Pinguicula vallisneriifolia fue descrita por Philip Barker Webb y publicado en Otia Hispan. new ed.: 48 1853.

## Nombres comunes
- Castellano: atrapamoscas, crasilla, grasilla de Andalucía, tiraña.[4]